# Arveyres
Arveyres est une commune du Sud-Ouest de la France, située dans le département de la Gironde en région Nouvelle-Aquitaine.

## Géographie

### Localisation
Arveyres se situe dans l'Entre-deux-Mers, en rive gauche de la Dordogne, dans l'aire d'attraction de Bordeaux et son unité urbaine, ainsi que dans la communauté d'agglomération du Libournais membre du Pays du Libournais. Le nord de son territoire est enveloppé par la boucle que forme la Dordogne, méandre lui-même entouré par les deux boucles autour de Fronsac et Libourne sur la rive opposée.
Arveyres se trouve sur la ligne Paris - Bordeaux et est accessible par l'autoroute A89 sortie no 8 et par la route nationale 89. Le viaduc des Barrails et le viaduc du Mascaret, traversés par l'autoroute, se situent sur la commune, ainsi que le viaduc ferroviaire d'Arveyres.

### Communes limitrophes
Les communes limitrophes sont  Cadarsac, Fronsac, Génissac, Libourne, Nérigean, Saint-Germain-du-Puch et Vayres.
|                                 | Fronsac  |          |
| Vayres                          | Arveyres | Libourne |
| Saint-Germain-du-Puch, Nérigean | Cadarsac | Génissac |

### Climat
Pour des articles plus généraux, voir Climat de la Nouvelle-Aquitaine et Climat de la Gironde.
Historiquement, la commune est exposée à un climat océanique aquitain.  
En 2020, Météo-France publie une typologie des climats de la France métropolitaine dans laquelle la commune est exposée à un climat océanique et est dans la région climatique Aquitaine, Gascogne, caractérisée par une pluviométrie abondante au printemps, modérée en automne, un faible ensoleillement au printemps, un été chaud (19,5 °C), des vents faibles, des brouillards fréquents en automne et en hiver et des orages fréquents en été (15 à 20 jours).
Pour la période 1971-2000, la température annuelle moyenne est de 12,9 °C, avec une amplitude thermique annuelle de 14,7 °C. Le cumul annuel moyen de précipitations est de 856 mm, avec 11,8 jours de précipitations en janvier et 6,3 jours en juillet. Pour la période 1991-2020, la température moyenne annuelle observée sur la station météorologique la plus proche, située sur la commune de Saint-Émilion à 10,08 km à vol d'oiseau, est de 13,9 °C et le cumul annuel moyen de précipitations est de 798,1 mm,. Pour l'avenir, les paramètres climatiques de la commune estimés pour 2050 selon différents scénarios d'émission de gaz à effet de serre sont consultables sur un site dédié publié par Météo-France en novembre 2022.

### Milieux naturels et biodiversité

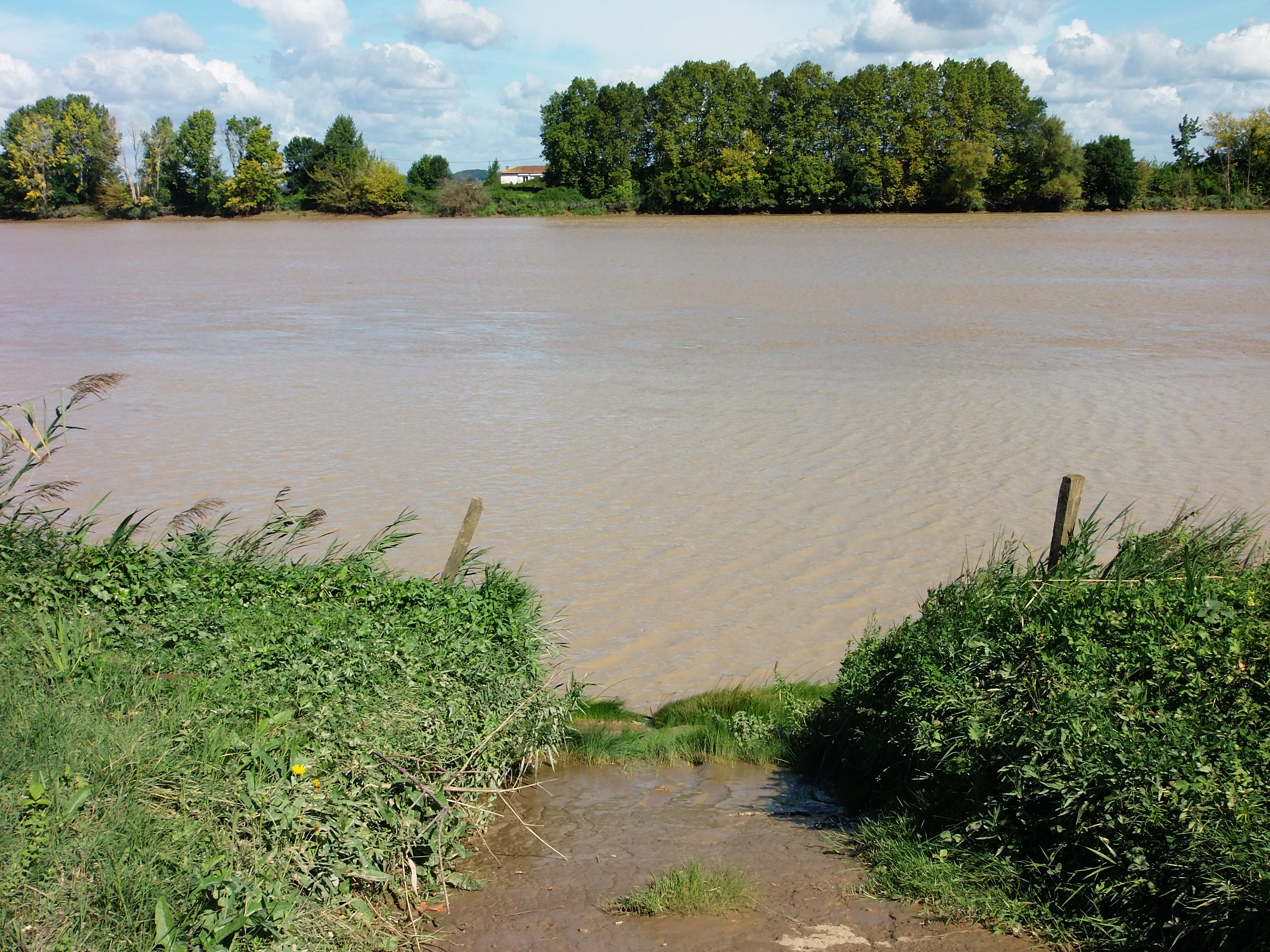
La Dordogne au port d'Arveyres.

#### Natura 2000
La Dordogne est un site du réseau Natura 2000 limité aux départements de la Dordogne et de la Gironde, et qui concerne les 104 communes riveraines de la Dordogne, dont Arveyres,. Seize espèces animales et une espèce végétale inscrites à l'annexe II de la directive 92/43/CEE de l'Union européenne y ont été répertoriées.

#### ZNIEFF
Arveyres fait partie des 102 communes concernées par la zone naturelle d'intérêt écologique, faunistique et floristique (ZNIEFF) de type II « La Dordogne »,, dans laquelle ont été répertoriées huit espèces animales déterminantes et cinquante-sept espèces végétales déterminantes, ainsi que quarante-trois autres espèces animales et trente-neuf autres espèces végétales.

## Urbanisme

### Typologie
Au 1er janvier 2024, Arveyres est catégorisée petite ville, selon la nouvelle grille communale de densité à sept niveaux définie par l'Insee en 2022.
Elle appartient à l'unité urbaine de Bordeaux, une agglomération intra-départementale regroupant 73  communes, dont elle est une commune de la banlieue,,. Par ailleurs la commune fait partie de l'aire d'attraction de Bordeaux, dont elle est une commune de la couronne,. Cette aire, qui regroupe 275 communes, est catégorisée dans les aires de 700 000 habitants ou plus (hors Paris),.

### Occupation des sols

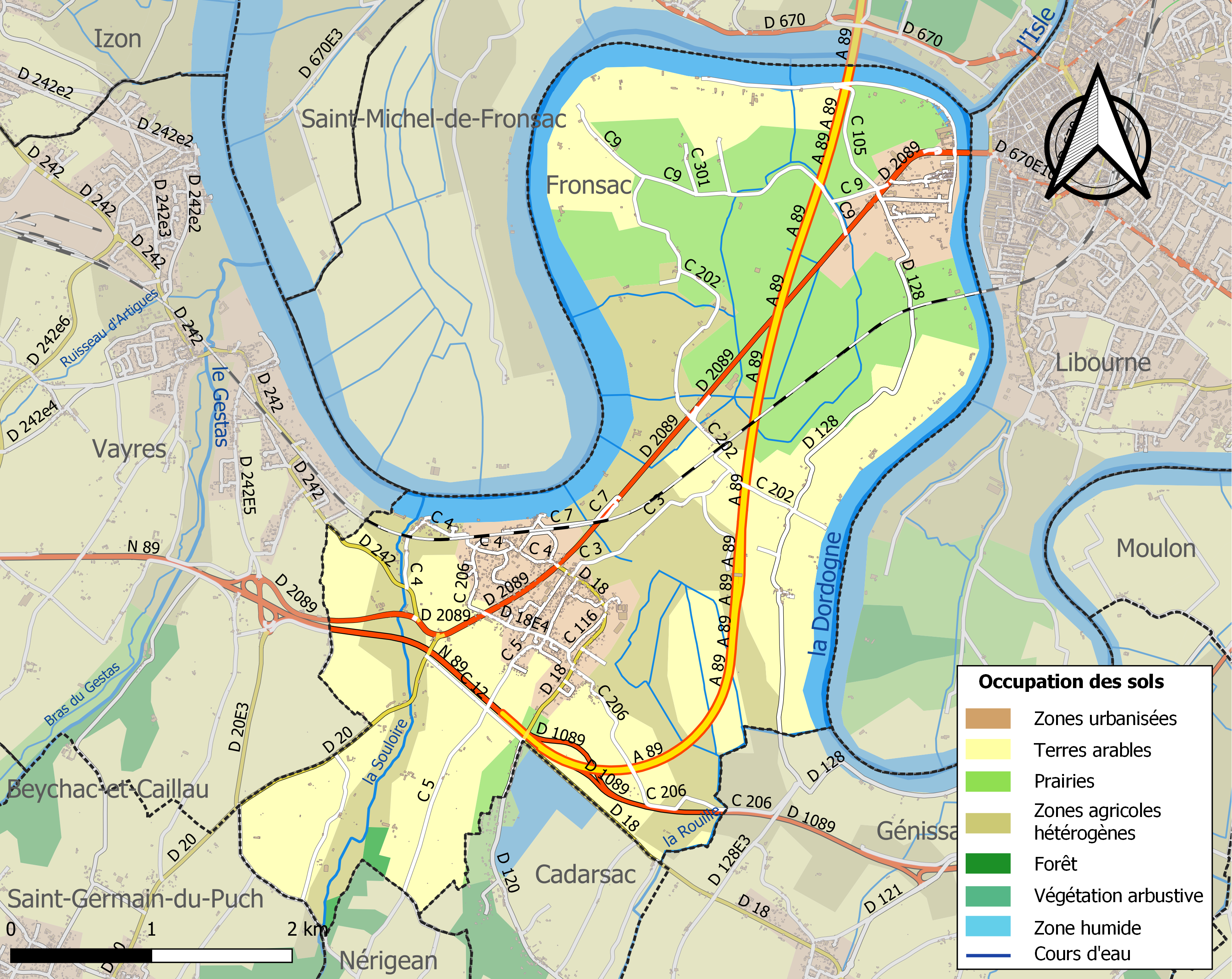
Carte des infrastructures et de l'occupation des sols de la commune en 2018 (CLC).

L'occupation des sols de la commune, telle qu'elle ressort de la base de données européenne d’occupation biophysique des sols Corine Land Cover (CLC), est marquée par l'importance des territoires agricoles (79 % en 2018), en diminution par rapport à 1990 (80,4 %). La répartition détaillée en 2018 est la suivante : cultures permanentes (33,6 %), prairies (22,6 %), zones agricoles hétérogènes (20,2 %), eaux continentales (11,1 %), zones urbanisées (9,4 %), terres arables (2,7 %), forêts (0,4 %). L'évolution de l'occupation des sols de la commune et de ses infrastructures peut être observée sur les différentes représentations cartographiques du territoire : la carte de Cassini (XVIIIe siècle), la carte d'état-major (1820-1866) et les cartes ou photos aériennes de l'IGN pour la période actuelle (1950 à aujourd'hui).

### Risques majeurs
Le territoire de la commune d'Arveyres est vulnérable à différents aléas naturels : météorologiques (tempête, orage, neige, grand froid, canicule ou sécheresse), inondations et séisme (sismicité faible). Il est également exposé à un risque technologique, la rupture d'un barrage. Un site publié par le BRGM permet d'évaluer simplement et rapidement les risques d'un bien localisé soit par son adresse soit par le numéro de sa parcelle.

#### Risques naturels
La commune fait partie du territoire à risques importants d'inondation (TRI) de Libourne, regroupant les 20 communes concernées par un risque de submersion marine ou de débordement de la Dordogne, un des 18 TRI qui ont été arrêtés fin 2012 sur le bassin Adour-Garonne. Les événements significatifs aux XIXe et XXe siècles sont les crues de 1843 (6,80 m l'échelle de Libourne), de 1866 (6,40 m) et du 10 février 1944 (6,38 m) et du 27 décembre 1999 (6,36 m). Au XXIe siècle, les événements les plus marquants sont les crues de mars 2010 (5,55 m) et du 31 janvier 2014 (5,97 m). Des cartes des surfaces inondables ont été établies pour trois scénarios : fréquent (crue de temps de retour de 10 ans à 30 ans), moyen (temps de retour de 100 ans à 300 ans) et extrême (temps de retour de l'ordre de 1 000 ans, qui met en défaut tout système de protection). La commune a été reconnue en état de catastrophe naturelle au titre des dommages causés par les inondations et coulées de boue survenues en 1982, 1983, 1988, 1999, 2009 et 2021,.

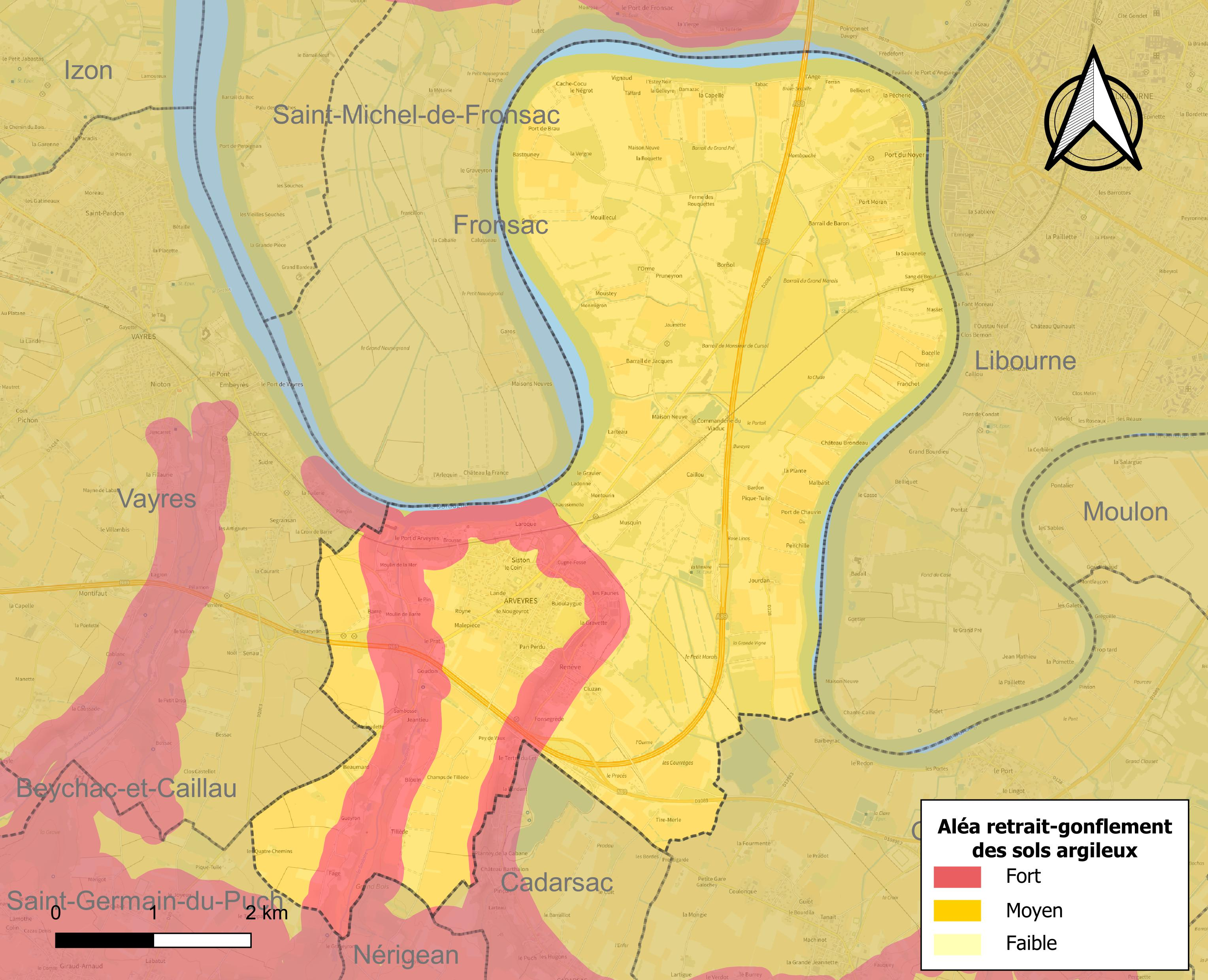
Carte des zones d'aléa retrait-gonflement des sols argileux d'Arveyres.

Le retrait-gonflement des sols argileux est susceptible d'engendrer des dommages importants aux bâtiments en cas d’alternance de périodes de sécheresse et de pluie. 97,9 % de la superficie communale est en aléa moyen ou fort (67,4 % au niveau départemental et 48,5 % au niveau national). Sur les 872 bâtiments dénombrés sur la commune en 2019,  872 sont en aléa moyen ou fort, soit 100 %, à comparer aux 84 % au niveau départemental et 54 % au niveau national. Une cartographie de l'exposition du territoire national au retrait gonflement des sols argileux est disponible sur le site du BRGM,.
Par ailleurs, afin de mieux appréhender le risque d'affaissement de terrain, l'inventaire national des cavités souterraines permet de localiser celles situées sur la commune.
Concernant les mouvements de terrains, la commune a été reconnue en état de catastrophe naturelle au titre des dommages causés par la sécheresse en 2003, 2005, 2011 et 2015 et par des mouvements de terrain en 1999.

#### Risques technologiques
La commune est en outre située en aval du  barrage de Bort-les-Orgues, un ouvrage sur la Dordogne de classe A soumis à PPI, disposant d'une retenue de 477 millions de mètres cubes. À ce titre elle est susceptible d'être touchée par l'onde de submersion consécutive à la rupture de cet ouvrage.

## Toponymie
Le toponyme est documenté sous les formes latines Arveriis (1096), Arberiis (1235) ou romanes Arveyras (1362)… Le radical historique est donc arveri- / arberi-. La prononciation gasconne est [arˈβɛjrəs].

## Histoire
Il faut attendre la fin du XIe siècle pour que le lieu d'Arveyres apparaisse pour la première fois dans les textes. En 1092, Audenode, mère de Vigouroux de Gombaud, Seigneur de Vayres fait donation à l'abbaye de Saint-Jean d'Angély en Saintonge de son aleu d'Arveyres. En 1170, la paroisse de Saint-Pierre d'Arveyres devient la propriété de l'ordre des Templiers de Saint-Jean de Jérusalem sur donation de Bertrand de Montaut, archevêque de Bordeaux. Ces derniers y établissent la commanderie d'Arveyres au nord de la commune dont les ruines de la Maison Forte sont encore visibles. Le territoire d'Arveyres fut revendiqué à plusieurs reprises par les seigneurs de Vayres ainsi que par de nombreux monastères alentour (abbaye de Fayse, abbaye de la Sauve-Majeur...).
La plaine d'Arveyres était un marais qui fut asséché au XVIIe siècle.

## Politique et administration
La commune d'Arveyres appartient à l'arrondissement de Libourne. À la suite du découpage territorial de 2014 entré en vigueur à l'occasion des élections départementales de 2015, la commune est transférée du canton de Libourne supprimé au nouveau canton du Libournais-Fronsadais,. Arveyres fait également partie de la communauté d'agglomération du Libournais membre du Pays du Libournais.

### Liste des maires
| Période                                  | Période                   | Identité           | Étiquette | Qualité                                                |
| ---------------------------------------- | ------------------------- | ------------------ | --------- | ------------------------------------------------------ |
| Les données manquantes sont à compléter. |                           |                    |           |                                                        |
| ca. 1875                                 |                           | Jean Beylot        |           | Négociant                                              |
| Les données manquantes sont à compléter. |                           |                    |           |                                                        |
| 1934                                     | 1944                      | Gabriel Coquilleau |           |                                                        |
| 1944                                     | 1959                      | M. Farges          |           |                                                        |
| 1959                                     | 1965                      | M. Bernaud         |           |                                                        |
| 1965                                     | 1971                      | M. Constantin      |           |                                                        |
| mars 1971                                | mars 1977                 | J.-M. Charpentier  |           |                                                        |
| mars 1977                                | juin 1995                 | Claire Jost        |           |                                                        |
| juin 1995                                | mars 2008                 | Yves Videau        | DVD       | Maire honoraire Premier adjoint au maire (1977 → 1995) |
| mars 2008                                | mars 2014                 | Benoit Gheysens    | SE        |                                                        |
| mars 2014                                | En cours (au 25 mai 2020) | Bernard Guilhem    | UDI       | Chef d'entreprise retraité                             |

## Démographie
Les habitants d'Arveyres sont appelés les Arveyrais.
L'évolution du nombre d'habitants est connue à travers les recensements de la population effectués dans la commune depuis 1793. Pour les communes de moins de 10 000 habitants, une enquête de recensement portant sur toute la population est réalisée tous les cinq ans, les populations de référence des années intermédiaires étant quant à elles estimées par interpolation ou extrapolation. Pour la commune, le premier recensement exhaustif entrant dans le cadre du nouveau dispositif a été réalisé en 2006.

En 2022, la commune comptait 2 058 habitants, en évolution de +5,7 % par rapport à 2016 (Gironde : +6,91 %, France hors Mayotte : +2,11 %).
| 1793  | 1800  | 1806  | 1821  | 1831  | 1836  | 1841  | 1846  | 1851  |
| ----- | ----- | ----- | ----- | ----- | ----- | ----- | ----- | ----- |
| 1 378 | 1 215 | 1 383 | 1 328 | 1 377 | 1 408 | 1 325 | 1 417 | 2 120 |

| 1856  | 1861  | 1866  | 1872  | 1876  | 1881  | 1886  | 1891  | 1896  |
| ----- | ----- | ----- | ----- | ----- | ----- | ----- | ----- | ----- |
| 1 415 | 1 478 | 1 486 | 1 479 | 1 446 | 1 474 | 1 489 | 1 540 | 1 566 |

| 1901  | 1906  | 1911  | 1921  | 1926  | 1931  | 1936  | 1946  | 1954  |
| ----- | ----- | ----- | ----- | ----- | ----- | ----- | ----- | ----- |
| 1 639 | 1 645 | 1 639 | 1 640 | 1 529 | 1 539 | 1 518 | 1 575 | 1 664 |

| 1962  | 1968  | 1975  | 1982  | 1990  | 1999  | 2006  | 2011  | 2016  |
| ----- | ----- | ----- | ----- | ----- | ----- | ----- | ----- | ----- |
| 1 605 | 1 726 | 1 757 | 1 849 | 1 819 | 1 624 | 1 789 | 1 883 | 1 947 |

| 2021  | 2022  | - | - | - | - | - | - | - |
| ----- | ----- | - | - | - | - | - | - | - |
| 2 029 | 2 058 | - | - | - | - | - | - | - |

## Économie
Le territoire des communes de Vayres et d'Arveyres constitue, au sein du vignoble de l'Entre-deux-Mers, l'aire de production du graves-de-vayres, vin d'appellation d'origine contrôlée.

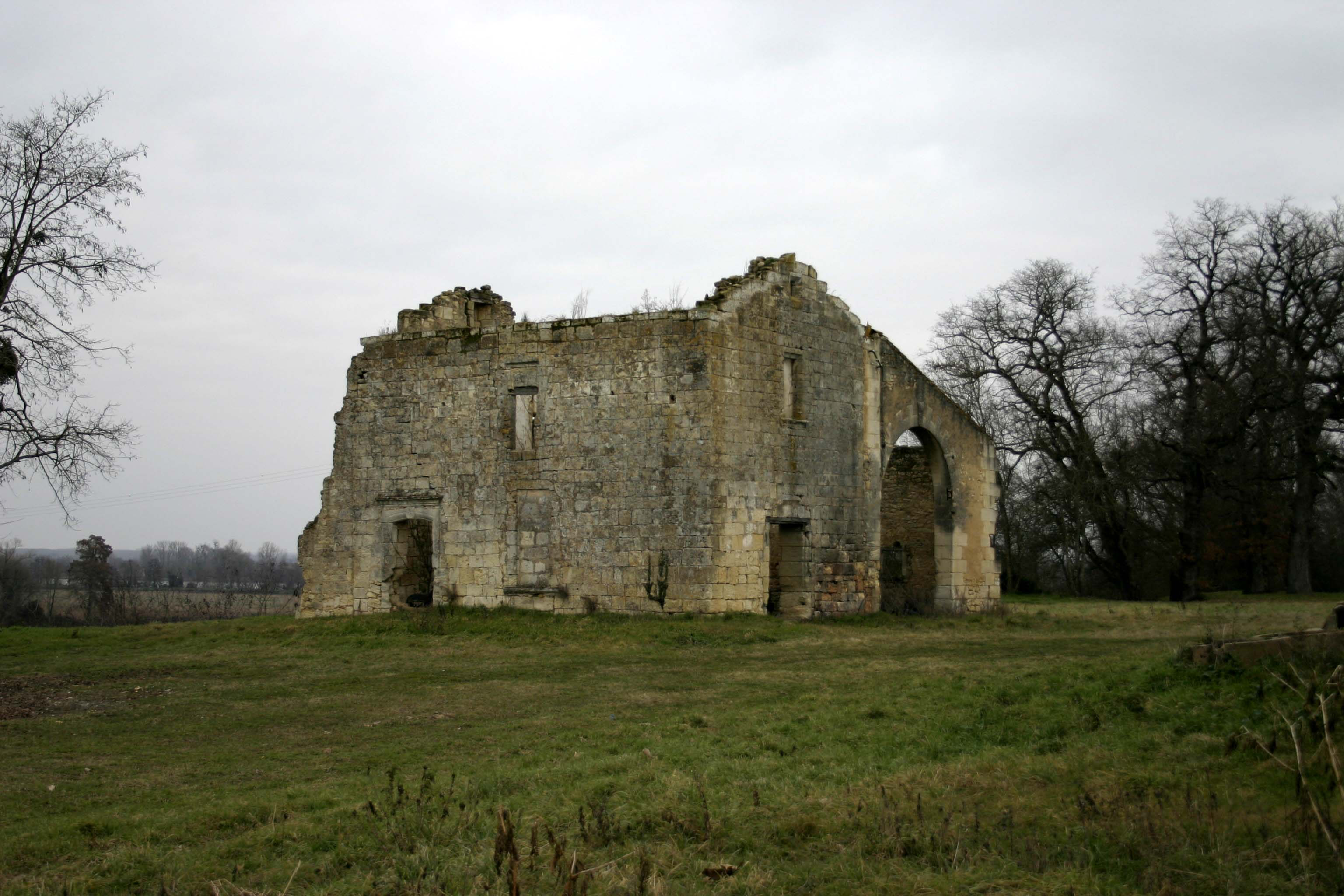
Commanderie d'Arveyres, février 2006.

## Culture locale et patrimoine

### Lieux et monuments
- La commanderie d'Arveyres, posée sur un modeste promontoire, surplombe une boucle de la Dordogne.
- Église Notre-Dame d'Arveyres.

### Personnalités liées à la commune
Béatrice Chatelier est une actrice née en 1951 dans la commune.

### Héraldique
| Blason de {{{commune}}} | Blason  | D'azur à la lettre oméga capitale de sinople* chargée de deux aloses d'argent, l'une descendante à dextre et l'autre montante à senestre, encadrant en abîme une croix nouée et potencée de gueules*, le tout soutenu d'une grappe de raisin de pourpre tigée et feuillée de deux pièces aussi de sinople*. |
| Blason de {{{commune}}} | Détails | Ces armes sont héraldiquement fautives : elles enfreignent la règle de contrariété des couleurs. Officiel, présent sur le site internet de la commune |